# Schaenicoscelis
Genre
Schaenicoscelis est un genre d'araignées aranéomorphes de la famille des Oxyopidae.

## Distribution
Les espèces de ce genre se rencontrent au Brésil et au Guyana.

## Liste des espèces
Selon World Spider Catalog (version 17.0, 09/05/2016) :
- Schaenicoscelis concolor Simon, 1898
- Schaenicoscelis elegans Simon, 1898
- Schaenicoscelis exilis Mello-Leitão, 1930
- Schaenicoscelis guianensis Caporiacco, 1947
- Schaenicoscelis leucochlora Mello-Leitão, 1929
- Schaenicoscelis luteola Mello-Leitão, 1929
- Schaenicoscelis viridis Mello-Leitão, 1927

## Publication originale
- Simon, 1898 : Histoire naturelle des araignées. Paris, vol. 2, p. 193-380 (texte intégral).